# Кирли, Теренс, 3-й виконт Девонпорт
Теренс Кирли, 3-й виконт Девонпорт (англ. Terence Kearley, 3rd Viscount Devonport; род. 29 августа 1944) — британский пэр и архитектор.

## Биография
Родился 29 августа 1944 года. Единственный сын Джеральда Честера Кирли, 2-го виконта Девонпорта (1890—1973), и Шейлы Изабель Хоуп-Мюррей (? — 2006), дочери полковника Чарльза Хоупа-Мюррея.
Он получил образование в колледже Эглон в Швейцарии, Селвин-колледже в Кембридже (степень бакалавра гуманитарных наук, степень доктора архитектуры) и Ньюкаслском университете (степень бакалавра философии). По профессии он был архитектором.
Дипломированный архитектор в Barnett Winskell (1972—1975). В 1973 году он был зарегистрирован в качестве ассоциированного члена Королевского института британских архитекторов. В 1996 году он стал членом Королевского общества искусств.
29 марта 1973 года после смерти своего отца Теренс Кирли унаследовал титулы 3-го виконта Девонпорта, 3-го барона Девонпорта из Уиттингтона в графстве Бакингемшир и 3-го баронета Кирли из Уиттингтона в графстве Бакингемшир.
Он заседал в Палате лордов с 1973 по 1999 год, когда он потерял свое место после принятия Закона о Палате лордов 1999 года.

## Семья
7 декабря 1968 года Теренс Кирли женился на Элизабет Розмари Хоптон, дочери Джона Гордона Хоптона, с которой развелся в 1979 году. У супругов было двое детей:
- Достопочтенная Вельвет Джейн Кирли (род. 17 июля 1975)[1]
- Достопочтенная Идония Клэр Кирли (род. 6 ноября 1977)[1].